# USA:s Grand Prix 2012
USA:s Grand Prix 2012, officiellt 2012 Formula 1 United States Grand Prix, var en Formel 1-tävling som hölls den 18 november 2012 på Circuit of the Americas i Austin, USA. Det var den nittonde tävlingen av Formel 1-säsongen 2012 och kördes över 56 varv. Vinnare av loppet blev Lewis Hamilton för McLaren, tvåa blev Sebastian Vettel för Red Bull och trea blev Fernando Alonso för Ferrari.

## Kvalet
| KR. | Nr | Förare             | Konstruktör          | Q1       | Q2       | Q3       | Grid |
| --- | -- | ------------------ | -------------------- | -------- | -------- | -------- | ---- |
| 1   | 1  | Sebastian Vettel   | Red Bull-Renault     | 1.36,558 | 1.35,796 | 1.35,657 | 1    |
| 2   | 4  | Lewis Hamilton     | McLaren-Mercedes     | 1.37,058 | 1.36,795 | 1.35,766 | 2    |
| 3   | 2  | Mark Webber        | Red Bull-Renault     | 1.37,215 | 1.36,298 | 1.36,174 | 3    |
| 4   | 10 | Romain Grosjean    | Lotus-Renault        | 1.37,486 | 1.36,906 | 1.36,587 | 81   |
| 5   | 9  | Kimi Räikkönen     | Lotus-Renault        | 1.38,051 | 1.37,404 | 1.36,708 | 4    |
| 6   | 7  | Michael Schumacher | Mercedes             | 1.37,927 | 1.37,102 | 1.36,794 | 5    |
| 7   | 6  | Felipe Massa       | Ferrari              | 1.37,667 | 1.36,549 | 1.36,937 | 112  |
| 8   | 12 | Nico Hülkenberg    | Force India-Mercedes | 1.37,756 | 1.37,066 | 1.37,141 | 6    |
| 9   | 5  | Fernando Alonso    | Ferrari              | 1.37,968 | 1.37,123 | 1.37,300 | 7    |
| 10  | 18 | Pastor Maldonado   | Williams-Renault     | 1.37,537 | 1.37,011 | 1.37,842 | 9    |
| 11  | 19 | Bruno Senna        | Williams-Renault     | 1.37,520 | 1.37,604 |          | 10   |
| 12  | 3  | Jenson Button      | McLaren-Mercedes     | 1.37,565 | 1.37,616 |          | 12   |
| 13  | 11 | Paul di Resta      | Force India-Mercedes | 1.38,104 | 1.37,665 |          | 13   |
| 14  | 17 | Jean-Éric Vergne   | Toro Rosso-Ferrari   | 1.38,434 | 1.37,879 |          | 14   |
| 15  | 15 | Sergio Pérez       | Sauber-Ferrari       | 1.38,500 | 1.38,206 |          | 15   |
| 16  | 14 | Kamui Kobayashi    | Sauber-Ferrari       | 1.38,418 | 1.38,437 |          | 16   |
| 17  | 8  | Nico Rosberg       | Mercedes             | 1.38,862 | 1.38,501 |          | 17   |
| 18  | 16 | Daniel Ricciardo   | Toro Rosso-Ferrari   | 1.39,114 |          |          | 18   |
| 19  | 24 | Timo Glock         | Marussia-Cosworth    | 1.40,056 |          |          | 19   |
| 20  | 25 | Charles Pic        | Marussia-Cosworth    | 1.40,664 |          |          | 20   |
| 21  | 21 | Vitalij Petrov     | Caterham-Renault     | 1.40,809 |          |          | 21   |
| 22  | 20 | Heikki Kovalainen  | Caterham-Renault     | 1.41,166 |          |          | 22   |
| 23  | 22 | Pedro de la Rosa   | HRT-Cosworth         | 1.42,011 |          |          | 23   |
| 24  | 23 | Narain Karthikeyan | HRT-Cosworth         | 1.42,740 |          |          | 24   |

| Vidare från första kvalrundan ▬▬ Vidare från andra kvalrundan ▬▬ |

Noteringar:
- ^1  — Romain Grosjean fick fem platsers nedflyttning för ett otillåtet växellådsbyte.[1]
- ^2  — Felipe Massa fick fem platsers nedflyttning att Ferrari ändrade hans växellåda för att maximera Fernando Alonsos startposition.[2]

## Loppet
| Pos. | Nr | Förare             | Konstruktör          | Varv | Tid             | Grid | P  |
| ---- | -- | ------------------ | -------------------- | ---- | --------------- | ---- | -- |
| 1    | 4  | Lewis Hamilton     | McLaren-Mercedes     | 56   | 1:35.55,269     | 2    | 25 |
| 2    | 1  | Sebastian Vettel   | Red Bull-Renault     | 56   | +0,675          | 1    | 18 |
| 3    | 5  | Fernando Alonso    | Ferrari              | 56   | +39,229         | 7    | 15 |
| 4    | 6  | Felipe Massa       | Ferrari              | 56   | +46,013         | 11   | 12 |
| 5    | 3  | Jenson Button      | McLaren-Mercedes     | 56   | +56,432         | 12   | 10 |
| 6    | 9  | Kimi Räikkönen     | Lotus-Renault        | 56   | +1.04,425       | 4    | 8  |
| 7    | 10 | Romain Grosjean    | Lotus-Renault        | 56   | +1.10,313       | 8    | 6  |
| 8    | 12 | Nico Hülkenberg    | Force India-Mercedes | 56   | +1.13,792       | 6    | 4  |
| 9    | 18 | Pastor Maldonado   | Williams-Renault     | 56   | +1.14,525       | 9    | 2  |
| 10   | 19 | Bruno Senna        | Williams-Renault     | 56   | +1.15,133       | 10   | 1  |
| 11   | 15 | Sergio Pérez       | Sauber-Ferrari       | 56   | +1.24,341       | 15   |    |
| 12   | 16 | Daniel Ricciardo   | Toro Rosso-Ferrari   | 56   | +1.24,871       | 18   |    |
| 13   | 8  | Nico Rosberg       | Mercedes             | 56   | +1.25,510       | 17   |    |
| 14   | 14 | Kamui Kobayashi    | Sauber-Ferrari       | 55   | +1 varv         | 16   |    |
| 15   | 11 | Paul di Resta      | Force India-Mercedes | 55   | +1 varv         | 13   |    |
| 16   | 7  | Michael Schumacher | Mercedes             | 55   | +1 varv         | 5    |    |
| 17   | 21 | Vitalij Petrov     | Caterham-Renault     | 55   | +1 varv         | 21   |    |
| 18   | 20 | Heikki Kovalainen  | Caterham-Renault     | 55   | +1 varv         | 22   |    |
| 19   | 24 | Timo Glock         | Marussia-Cosworth    | 55   | +1 varv         | 19   |    |
| 20   | 25 | Charles Pic        | Marussia-Cosworth    | 54   | +2 varv         | 20   |    |
| 21   | 22 | Pedro de la Rosa   | HRT-Cosworth         | 54   | +2 varv         | 23   |    |
| 22   | 23 | Narain Karthikeyan | HRT-Cosworth         | 54   | +2 varv         | 24   |    |
| Ret  | 2  | Mark Webber        | Red Bull-Renault     | 16   | Generator       | 3    |    |
| Ret  | 17 | Jean-Éric Vergne   | Toro Rosso-Ferrari   | 14   | Hjulupphängning | 14   |    |

| Förare och stall som tog poäng ▬▬ |

## Ställning efter loppet
|     | Pos. | Förare           | Poäng |
| --- | ---- | ---------------- | ----- |
| ▬   | 1    | Sebastian Vettel | 273   |
| ▬   | 2    | Fernando Alonso  | 260   |
| ▬   | 3    | Kimi Räikkönen   | 206   |
| ▲ 1 | 4    | Lewis Hamilton   | 190   |
| ▼ 1 | 5    | Mark Webber      | 167   |

|   | Pos. | Konstruktör      | Poäng |
| - | ---- | ---------------- | ----- |
| ▬ | 1    | Red Bull-Renault | 440   |
| ▬ | 2    | Ferrari          | 367   |
| ▬ | 3    | McLaren-Mercedes | 353   |
| ▬ | 4    | Lotus-Renault    | 302   |
| ▬ | 5    | Mercedes         | 136   |

- Notering: Endast de fem bästa placeringarna i vardera mästerskap finns med på listorna.